# Cephalophorus
Cephalophorus – rodzaj ssaków z podrodziny antylop (Antilopinae) w obrębie rodziny wołowatych (Bovidae).

## Rozmieszczenie geograficzne
Rodzaj obejmuje gatunki występujące w Afryce.

## Morfologia
Długość ciała 60–135 cm, długość ogona 7–20,3 cm, wysokość w kłębie 30–57,8 cm; masa ciała 9–26,9 kg. Dymorfizm płciowy słabo zaznaczony; samice są generalnie nieco większe i cięższe od samców. Długość rogów (u samic krótsze) 1,8–11,1 cm. Wzór zębowy: I {\displaystyle {\tfrac {0}{3}}} C {\displaystyle {\tfrac {0}{1}}} P {\displaystyle {\tfrac {3}{3}}} M {\displaystyle {\tfrac {3}{3}}} (x2) = 32.

## Systematyka
Rodzaj zdefiniował w 1842 roku angielski zoolog John Edward Gray w artykule zatytułowanym Opisy kilku nowych rodzajów i pięćdziesięciu niezarejestrowanych gatunków ssaków, opublikowanym w czasopiśmie „The Annals and magazine of natural history”. Gatunkiem typowym jest (oznaczenie monotypowe) dujker zatokowy (C. ogilbyi).

### Etymologia
- Cephalophorus: gr. κεφαλη kephalē ‘głowa’; λοφος lophos ‘grzebień, czub’; -φορος -phoros ‘noszący’, od φερω pherō ‘nosić’[9].
- Cephalopia i Cephalophia: gr. κεφαλη kephalē ‘głowa’[10]; λοφια lophia ‘grzywa, najeżony’, od λοφος lophos ‘grzebień, czub’[11]. Gatunek typowy: Knottnerus-Meyer wymienił dwa gatunki – Cephalophus leucogaster J.E. Gray, 1873 i Antilope ogilbyi Waterhouse, 1838 – z których typem nomenklatorycznym jest (późniejsze oznaczenie) Antilope ogilbyi G.R. Waterhouse, 1838.
- Cephalophidium: gr. κεφαλη kephalē ‘głowa’[10]; λοφιδιον lophidion ‘mały czub’, zdrobnienie od λοφος lophos ‘grzebień, czub’[11]. Gatunek typowy (oznaczenie monotypowe): Cephalophus niger J.E. Gray, 1846.
- Cephalophella: rodzaj Cephalophus C.H. Smith, 1827; łac. przyrostek zdrabniający -ella[12]. Gatunek typowy (oznaczenie monotypowe): Cephalophus callipygus W.C.H. Peters, 1876.

### Podział systematyczny
Taksony z tego rodzaju były wcześniej zaliczane do rodzaju Cephalophus; wyodrębnione w 2022 roku do ponownie wskrzeszonego rodzaju Cephalophorus na podstawie analiz molekularnych i morfologicznych; w takim ujęciu do rodzaju należą następujące gatunki: 
| Grafika | Gatunek                   | Autor i rok opisu       | Nazwa zwyczajowa    | Podgatunki         | Rozmieszczenie geograficzne | Podstawowe wymiary                              | Status IUCN |
| ------- | ------------------------- | ----------------------- | ------------------- | ------------------ | --- | ----------------------------------------------- | ----------- |
|         | Cephalophorus niger       | (J.E. Gray, 1846)       | dujker czarny       | gatunek monotypowy | Afryka Zachodnia od południowego Gwinei na wschód do zachodniej Nigerii (na zachód od rzeki Niger; zakres wysokości: 0–1000 m n.p.m. | DC: 80–100 cm DO: 9–14 cm MC: 17–26 kg          | LC          |
|         | Cephalophorus ogilbyi     | (G.R. Waterhouse, 1838) | dujker zatokowy     | 2 podgatunki       | wyspa Bioko (Gwinea Równikowa) i kontynentalna Afryka od wschodniej Nigerii (na wschód od rzeki Niger) do zachodniego Kamerunie, rozłączona populacja od Gabonu do zachodniego Kongo; zakres wysokości: 10–2260 m n.p.m.                                                                               | DC: około 90 cm DO: około 15 cm MC: 18–20 kg    | LC          |
|         | Cephalophorus brookei     | (O. Thomas, 1903)       | dujker liberyjski   | gatunek monotypowy | Afryka Zachodnia od Sierra Leone na wschód do Ghany (za zachód od rzeki Wolta) | DC: około 100 cm DO: około 12 cm MC: 14–20 kg   | NE          |
|         | Cephalophorus callipygus  | (W.C.H. Peters, 1876)   | dujker płowy        | gatunek monotypowy | środkowy Kamerun, południowo-zachodnia Republika Środkowoafrykańska, Gwinea Równikowa, Gabon i Kongo (na wschód od rzek Kongo i Ubangi); zakres wysokości: 0–1200 m n.p.m. | DC: 101–135 cm DO: 13–16,5 cm MC: 17,2–27 kg    | LC          |
|         | Cephalophorus weynsi      | (O. Thomas, 1901)       | dujker jednobarwny  | 3 podgatunki       | Afryka Środkowa w południowej Republice Środkowoafrykańskiej, Demokratycznej Republice Konga, południowym Sudanie Południowym, zachodniej Kenii, Ugandzie, zachodniej Rwandzie i zachodnim Burundi do zachodniej Tanzanii; zakres wysokości: 400–3000 m n.p.m.                                         | DC: 90–100 cm DO: 10,5–20 cm MC: 14–17,5 kg     | LC          |
|         | Cephalophorus leucogaster | (J.E. Gray, 1873)       | dujker białobrzuchy | 2 podgatunki       | Kamerun (na południe od rzeki Sanaga), Gwinea Równikowa, Gabon, południowo-zachodnia Republika Środkowoafrykańska i Kongo (na wschód od rzek Kongo i Ubangi), rozłączona populacja we wschodniej Demokratycznej Republice Konga (na północny wschód od rzeki Kongo); zakres wysokości: 0–1000 m n.p.m. | DC: 92–105 cm DO: 10,5–15 cm MC: 14,7–21 kg     | NT          |
|         | Cephalophorus rufilatus   | (J.E. Gray, 1846)       | dujker rudoboki     | gatunek monotypowy | Afryka Zachodnia i Środkowa od Senegalu na wschód do zachodniego Sudanu Południowego i północno-zachodniej Ugandy; zakres wysokości: 0–1000 m n.p.m. | DC: 60–70 cm DO: 7–10 cm MC: 9–12 kg            | LC          |
|         | Cephalophorus natalensis  | (A. Smith, 1834)        | dujker czerwony     | 2 podgatunki       | Afryka Wschodnia w środkowej Etiopii (wstępnie), południowej Somalii, środkowej i wschodniej Kenii, Tanzanii, Zambii, Malawi, Mozambiku Eswatini i wschodniej Południowej Afryce; zakres wysokości: 0–2400 m n.p.m.                                                                                    | DC: 75–95 cm DO: 8–14 cm MC: 9,2–13,6 kg        | LC          |
|         | Cephalophorus nigrifrons  | (J.E. Gray, 1871)       | dujker czarnoczelny | 5 podgatunków      | południowo-wschodnia Nigeria i południowy Kamerun na południe do północnej Angoli, na wschód do wschodniej Demokratycznej Republiki Konga, górskie lasy w Ugandzie i Kenii (Ruwenzori, Mount Elgon, góra Kenia i Góry Aberdare); zakres wysokości: do 3500 m n.p.m.                                    | DC: 85–95 cm DO: około 11–15 cm MC: 13–16 kg    | LC          |
|         | Cephalophorus kivuensis   | (Lönnberg, 1919)        |                     | gatunek monotypowy | Wirunga w Ugandzie, Rwandzie, Burundi i Demokratycznej Republiki Konga | 85–107 cm DO: 10–16 cm MC: 13–16 kg             | NE          |
|         | Cephalophorus rubidus     | (O. Thomas, 1901)       | dujker ruwenzorski  | gatunek monotypowy | endemit Ugandy: Ruwenzori; zakres wysokości: 1300–4200 m n.p.m. | DC: około 75 cm DO: około 10 cm MC: około 15 kg | NE          |

Kategorie IUCN:  LC  – gatunek najmniejszej troski,  NT  – gatunek bliski zagrożenia;  NE  – gatunki niepoddane jeszcze ocenie.